# Pont-Remy
Pont-Remy és un municipi francès situat al departament del Somme i a la regió dels Alts de França. L'any 2007 tenia 1.497 habitants.

## Demografia

### Població
El 2007 la població de fet de Pont-Remy era de 1.497 persones. Hi havia 569 famílies de les quals 142 eren unipersonals (50 homes vivint sols i 92 dones vivint soles), 176 parelles sense fills, 201 parelles amb fills i 50 famílies monoparentals amb fills.
La població ha evolucionat segons el següent gràfic:
Habitants censats

### Habitatges
El 2007 hi havia 650 habitatges, 583 eren l'habitatge principal de la família, 18 eren segones residències i 49 estaven desocupats. 626 eren cases i 23 eren apartaments. Dels 583 habitatges principals, 400 estaven ocupats pels seus propietaris, 176 estaven llogats i ocupats pels llogaters i 6 estaven cedits a títol gratuït; 1 tenia una cambra, 22 en tenien dues, 129 en tenien tres, 191 en tenien quatre i 240 en tenien cinc o més. 360 habitatges disposaven pel capbaix d'una plaça de pàrquing. A 275 habitatges hi havia un automòbil i a 207 n'hi havia dos o més.

### Piràmide de població
La piràmide de població per edats i sexe el 2009 era:
| Homes | Edats   | Dones |
| ----- | ------- | ----- |
| 0     | 95 o +  | 0     |
| 0     | 90 a 94 | 4     |
| 8     | 85 a 89 | 4     |
| 4     | 80 a 84 | 12    |
| 16    | 75 a 79 | 24    |
| 28    | 70 a 74 | 32    |
| 32    | 65 a 69 | 28    |
| 24    | 60 a 64 | 28    |
| 36    | 55 a 59 | 36    |
| 40    | 50 a 54 | 44    |
| 32    | 45 a 49 | 56    |
| 68    | 40 a 44 | 44    |
| 44    | 35 a 39 | 32    |
| 60    | 30 a 34 | 52    |
| 68    | 25 a 29 | 64    |
| 44    | 20 a 24 | 44    |
| 52    | 15 a 19 | 44    |
| 36    | 10 a 14 | 64    |
| 52    | 5 a 9   | 44    |
| 68    | 0 a 4   | 36    |

## Economia
El 2007 la població en edat de treballar era de 931 persones, 636 eren actives i 295 eren inactives. De les 636 persones actives 535 estaven ocupades (285 homes i 250 dones) i 101 estaven aturades (60 homes i 41 dones). De les 295 persones inactives 92 estaven jubilades, 70 estaven estudiant i 133 estaven classificades com a «altres inactius».

### Ingressos
El 2009 a Pont-Remy hi havia 560 unitats fiscals que integraven 1.422 persones, la mediana anual d'ingressos fiscals per persona era de 13.253 €.

### Activitats econòmiques

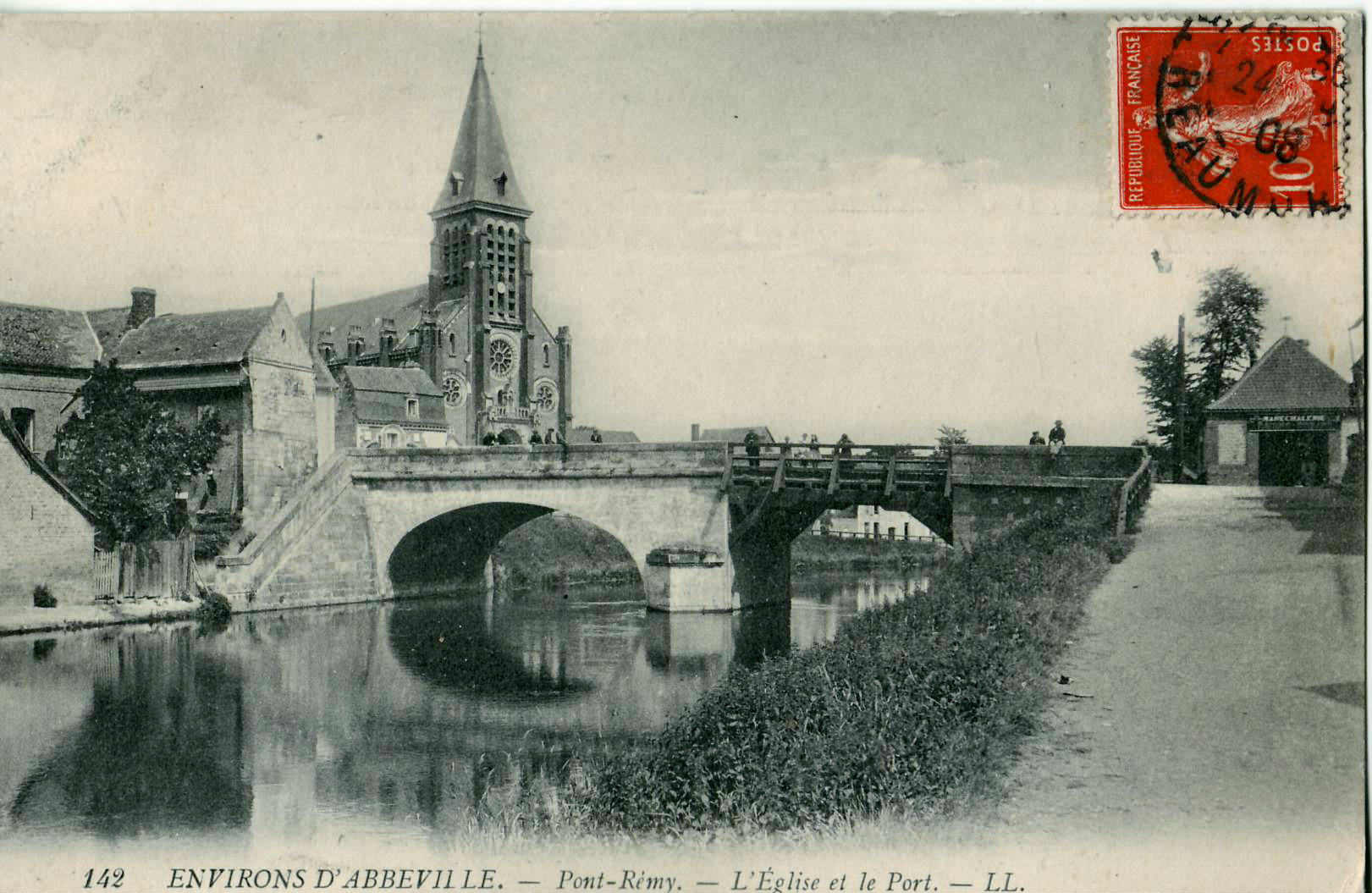

Dels 46 establiments que hi havia el 2007, 4 eren d'empreses extractives, 2 d'empreses alimentàries, 1 d'una empresa de fabricació d'elements pel transport, 4 d'empreses de fabricació d'altres productes industrials, 9 d'empreses de construcció, 8 d'empreses de comerç i reparació d'automòbils, 3 d'empreses de transport, 2 d'empreses d'hostatgeria i restauració, 1 d'una empresa financera, 1 d'una empresa immobiliària, 6 d'entitats de l'administració pública i 5 d'empreses classificades com a «altres activitats de serveis».
Dels 9 establiments de servei als particulars que hi havia el 2009, 1 era una oficina de correu, 2 paletes, 1 guixaire pintor, 1 lampisteria, 1 electricista, 2 perruqueries i 1 agència immobiliària.
Dels 3 establiments comercials que hi havia el 2009, 1 era una botiga de menys de 120 m², 1 una fleca i 1 una botiga de mobles.
L'any 2000 a Pont-Remy hi havia 4 explotacions agrícoles.

## Equipaments sanitaris i escolars
L'únic equipament sanitari que hi havia el 2009 era una farmàcia.
El 2009 hi havia una escola elemental.

## Poblacions més properes
El següent diagrama mostra les poblacions més properes.